# Arnold Spielberg
Arnold Meyer Spielberg (Cincinnati, 6 de fevereiro de 1917 – Los Angeles, 25 de agosto de 2020) foi um engenheiro eletricista estadunidense. Foi fundamental na contribuição "à aquisição e armazenamento de dados em tempo real que contribuiu significantemente para a definição dos modernos processos de retroalimentação e controle". Para a General Electric projetou, com seu colega Charles Propster, o GE-225 em 1959. Era pai do cineasta Steven Spielberg.
Morreu de causas naturais em sua casa em Los Angeles, Califórnia, em 25 de agosto de 2020, aos 103 anos de idade.